# ティツク・デツェン
ティツク・デツェン（チベット語：ཁྲི་གཙུག་ལྡེ་བཙན、802年 - 841年）は、古代チベットである吐蕃の王（在位：815年 - 836年）。彼はレルパチェン（རལ་པ་ཅན）（ティ・レルパチェンとも）の綽名でも知られ、ソンツェン・ガンポ、ティソン・デツェンとともに「チベットの護教王」と呼ばれる。漢文史料では可黎可足、彝泰賛普と表記される。
文化的な功績としては、先代の王、ティソン・デツェン、ティデ・ソンツェンとともに『翻訳名義大集』と『二巻本訳語釈』を編纂させ、大規模な仏典翻訳の礎を築いたことが挙げられる。
841年、ティツク・デツェン王は大論（宰相）バー・ギャルトレらに絞殺され、その兄弟ラン・ダルマ王が即位する。